# 田中奏一
田中 奏一（たなか そういち、1989年6月27日 - ）は、東京都世田谷区出身の元サッカー選手。ポジションは、ディフェンダー（サイドバック（SB））、ミッドフィールダー（ウイングバック（WB））。

## 来歴
4歳からサッカーを始める。中学・高校時はFC東京の下部組織に所属し、SBとして見出された。同期は大竹洋平、丸山祐市、椋原健太、廣永遼太郎、田端信成、岡田翔平、宮阪政樹、井澤惇、加藤淳也など。2007年にはJリーグユース選手権大会で全国優勝。
2008年、慶應義塾大学環境情報学部に進学。ソッカー部で副将を務め、同期で左SBの黄大城と共に強力なサイドアタックを展開した。他の同期は河井陽介、日高慶太など。2009年にはスピードと攻撃力を買われてU-20日本代表に選出されている。
2012年より、Jリーグ・ファジアーノ岡山に加入。同年第35節愛媛FC戦でJリーグ初出場。2013年にかけて、澤口雅彦らとのポジション争いを制し、右WBのレギュラーを奪った。2014年には突破力を活かしてチーム1位のクロス数を記録。2015年は靭帯損傷により出遅れ、さらに新加入の加地亮が先発定着したために出場機会を半減させた。
2020年をもって鹿児島ユナイテッドFCを退団。
2021年より奈良クラブに移籍。
2022年末で奈良クラブとの契約が満了。
2023年3月16日、現役引退と奈良クラブアドバイザーに就任を発表。

## 所属クラブ
- エスペランサFC[1]
- 2002年 - 2004年 FC東京U-15 / FC東京U-15深川[3]
- 2005年 - 2007年 FC東京U-18 (東京都立駒場高等学校[17])
- 2008年 - 2011年 慶應義塾体育会ソッカー部
- 2012年 - 2017年  ファジアーノ岡山FC
- 2018年 - 2020年  鹿児島ユナイテッドFC
- 2021年 - 2022年  奈良クラブ

## 個人成績
| 国内大会個人成績 | 国内大会個人成績 | 国内大会個人成績 | 国内大会個人成績 | 国内大会個人成績 | 国内大会個人成績 | 国内大会個人成績 | 国内大会個人成績 | 国内大会個人成績 | 国内大会個人成績 | 国内大会個人成績 | 国内大会個人成績 |
| 年度             | クラブ           | 背番号           | リーグ           | リーグ戦         | リーグ戦         | リーグ杯         | リーグ杯         | オープン杯       | オープン杯       | 期間通算         | 期間通算         |
| 年度             | クラブ           | 背番号           | リーグ           | 出場             | 得点             | 出場             | 得点             | 出場             | 得点             | 出場             | 得点             |
| 日本             | 日本             | 日本             | 日本             | リーグ戦         | リーグ戦         | リーグ杯         | リーグ杯         | 天皇杯           | 天皇杯           | 期間通算         | 期間通算         |
| ---------------- | ---------------- | ---------------- | ---------------- | ---------------- | ---------------- | ---------------- | ---------------- | ---------------- | ---------------- | ---------------- | ---------------- |
| 2012             | 岡山             | 34               | J2               | 2                | 0                | -                | -                | 1                | 0                | 3                | 0                |
| 2013             | 岡山             | 26               | J2               | 31               | 2                | -                | -                | 1                | 0                | 32               | 2                |
| 2014             | 岡山             | 26               | J2               | 28               | 3                | -                | -                | 1                | 0                | 29               | 3                |
| 2015             | 岡山             | 26               | J2               | 12               | 0                | -                | -                | 0                | 0                | 12               | 0                |
| 2016             | 岡山             | 26               | J2               | 14               | 2                | -                | -                | 3                | 0                | 17               | 2                |
| 2017             | 岡山             | 26               | J2               | 4                | 0                | -                | -                | 2                | 0                | 6                | 0                |
| 2018             | 鹿児島           | 26               | J3               | 30               | 4                | -                | -                | 0                | 0                | 30               | 4                |
| 2019             | 鹿児島           | 26               | J2               | 12               | 0                | -                | -                | 1                | 0                | 13               | 0                |
| 2020             | 鹿児島           | 26               | J3               | 26               | 1                | -                | -                | -                | -                | 26               | 1                |
| 2021             | 奈良             | 2                | JFL              | 24               | 2                | -                | -                | -                | -                | 24               | 2                |
| 2022             | 奈良             | 2                | JFL              | 17               | 0                | -                | -                | 1                | 0                | 18               | 0                |
| 通算             | 日本             | 日本             | J2               | 103              | 7                | -                | -                | 9                | 0                | 112              | 7                |
| 通算             | 日本             | 日本             | J3               | 56               | 5                | -                | -                | 0                | 0                | 56               | 5                |
| 通算             | 日本             | 日本             | JFL              | 41               | 2                | -                | -                | 1                | 0                | 42               | 2                |
| 総通算           | 総通算           | 総通算           | 総通算           | 200              | 14               | -                | -                | 10               | 0                | 210              | 14               |

- 2012年9月23日：Jリーグ初出場 - J2第35節 vs愛媛FC (ニンジニアスタジアム)
- 2013年4月07日：Jリーグ初得点 - J2第7節 vsコンサドーレ札幌 (kankoスタジアム)

## 代表歴
- U-20日本代表
  - 2009年 - アルクディア国際ユーストーナメント[18]（3位）

## タイトル
クラブ
- ナイキプレミアカップジャパン (2002年)
- 日本クラブユースサッカー選手権 (U-15)大会 (2003年)
- イギョラ杯 国際親善ユースサッカー大会 (2006年)
- Jリーグユース選手権大会 (2007年)
- サニックス杯国際ユースサッカー大会 (2007年)
- 関東大学サッカーリーグ戦2部 (2008年)
- 日本フットボールリーグ（2022年）

個人
- 関東大学サッカーリーグ戦1部 ベストイレブン (2011年)[19]